# Anna Savojská
Anna Savojská (1306?– 1365, Soluň) byla byzantská císařovna a regentka Byzantské říše.

## Život
Anna byla dcerou savojského hraběte Amadea V. a jeho druhé manželky Marie, sestry římské královny Markéty Brabantské. Roku 1326 se provdala za ovdovělého byzantského císaře Andronika III. a porodila mu čtyři děti.
Po manželově smrti roku 1341 se císařská vdova stala regentkou za nezletilého syna Jana. V zemi byla mnoho let občanská válka. Na regentství se podílela společně s Janem VI., který se roku 1347 na osm let stal synovým spoluvládcem. Roku 1351 se císařovna vdova uchýlila do klášterního ústraní a stala jeptiškou. Zemřela roku 1365.